# «Сан-Диего Падрес» в сезоне 1995
Сезон 1995 года стал для «Сан-Диего Падрес» двадцать седьмым в Главной лиге бейсбола и истории клуба. Под руководством Брюса Боши, проводившего первый сезон на посту главного тренера, команда одержала 70 побед при 74 поражениях, заняв третье место в Западном дивизионе Национальной лиги.

## Межсезонье
В декабре 1994 года у команды сменился собственник. Предыдущий владелец продюсер Тим Вернер и пятнадцать миноритарных акционеров продали свои доли в клубе группе инвесторов во главе с компьютерным магнатом из Техаса Джоном Мурсом. В состав нового руководства также вошёл бывший президент «Балтимор Ориолс» Ларри Луччино. После этого главным тренером «Падрес» был назначен Брюс Боши, ранее входивший в тренерский штаб команды. Состав клуба пополнили ветераны Кен Каминити и Стив Финли. Обмен с «Хьюстоном», в ходе которого они пришли в команду, издание Bleacher Report в 2011 году поставило на второе место в рейтинге лучших сделок в истории «Падрес».
Предыдущий сезон в Главной лиге бейсбола был прерван в августе из-за забастовки игроков, вызванной отсутствием коллективного соглашения между лигой и профсоюзом. К моменту начала предсезонных сборов в феврале 1995 года контракты подписало лишь 234 игрока из 1 100 — количества, которое было необходимо, чтобы сформировать составы из сорока человек. В этих условиях команды начали привлекать к тренировкам ветеранов. В сборах «Падрес» принимал участие 41-летний питчер Дэнни Бун, завершивший карьеру в 1990 году и работавший на стройке, и два пожарных — 39-летний Гай Суларз и 34-летний Джо Крамер.

### Предсезонные матчи
В = Побед; П = Поражения; П% = Процент выигранных матчей; GB = Отставание от лидера; Дома = Победы/поражения дома; Выезд = Победы/поражения на выезде
| Национальная лига      | В  | П  | П%   | GB | Дома | Выезд |
| ---------------------- | -- | -- | ---- | -- | ---- | ----- |
| Нью-Йорк Метс          | 10 | 3  | 76,9 | —  | —    | —     |
| Чикаго Кабс            | 9  | 4  | 69,2 | —  | —    | —     |
| Монреаль Экспос        | 7  | 4  | 63,6 | —  | —    | —     |
| Филадельфия Филлис     | 7  | 4  | 63,6 | —  | —    | —     |
| Цинциннати Редс        | 7  | 5  | 58,3 | —  | —    | —     |
| Лос-Анджелес Доджерс   | 7  | 5  | 58,3 | —  | —    | —     |
| Сент-Луис Кардиналс    | 6  | 6  | 50,0 | —  | —    | —     |
| Колорадо Рокиз         | 4  | 6  | 40,0 | —  | —    | —     |
| Сан-Франциско Джайентс | 4  | 7  | 36,4 | —  | —    | —     |
| Флорида Марлинс        | 3  | 7  | 30,0 | —  | —    | —     |
| Хьюстон Астрос         | 3  | 7  | 30,0 | —  | —    | —     |
| Атланта Брэйвз         | 3  | 8  | 27,3 | —  | —    | —     |
| Сан-Диего Падрес       | 3  | 8  | 27,3 | —  | —    | —     |
| Питтсбург Пайрэтс      | 3  | 10 | 23,1 | —  | —    | —     |

## Регулярный чемпионат
Третьего июня «Падрес» на своём поле со счётом 0:1 в десяти иннингах проиграли «Монреалю». Питчер «Экспос» Педро Мартинес провёл девять иннингов, претендуя на совершенную игру, но в заключительном отрезке игры пропустил дабл от Бипа Робертса. В 2016 году Общество исследователей американского бейсбола включило «почти совершенную игру Педро Мартинеса» в число пятидесяти величайших матчей «Монреаль Экспос».
В регулярном чемпионате игроки «Падрес» выбили девять гранд-слэм-хоум-ранов, установив клубный рекорд. Два таких удара сделал аутфилдер Мелвин Ньевес. Это достижение было побито в 2001 году.

### Драфт
На состоявшемся в июне 1995 года драфте «Падрес» выбрали пятьдесят два игрока, семь из которых впоследствии сыграли в Главной лиге бейсбола. В первом раунде под общим вторым номером клубом был выбран кэтчер Бен Дэвис, выпускник Подготовительной школы Малверна. 

### Положение команд
В = Побед; П = Поражения; П% = Процент выигранных матчей; GB = Отставание от лидера; Дома = Победы/поражения дома; Выезд = Победы/поражения на выезде
| Западный дивизион      | В  | П  | П%   | GB   | Дома  | Выезд |
| ---------------------- | -- | -- | ---- | ---- | ----- | ----- |
| Лос-Анджелес Доджерс   | 78 | 66 | 54,2 | —    | 39—33 | 39—33 |
| Колорадо Рокиз         | 77 | 67 | 53,5 | 1,0  | 44—28 | 33—39 |
| Сан-Диего Падрес       | 70 | 74 | 48,6 | 8,0  | 40—32 | 30—42 |
| Сан-Франциско Джайентс | 67 | 77 | 46,5 | 11,0 | 37—35 | 30—42 |

### Статистика
| Условные цветовые обозначения    |
| -------------------------------- |
| Игроки, пришедшие по ходу сезона |
| Игроки, ушедшие по ходу сезона   |

- Курсивом выделены игроки, дебютировавшие в Главной лиге бейсбола в сезоне 1995 года
- Жирным выделены игроки, принимавшие участие в Матче всех звёзд
- Статистика приведена для игроков основного состава по данным сайта baseball-reference.com

#### Питчеры
| Игрок               | G  | GS | CG | IP    | W  | L  | ERA  | SO  | BB |
| ------------------- | -- | -- | -- | ----- | -- | -- | ---- | --- | -- |
| Джоуи Хэмилтон      | 31 | 30 | 2  | 204,1 | 6  | 9  | 3,08 | 123 | 56 |
| Энди Эшби           | 31 | 31 | 2  | 192,2 | 12 | 10 | 2,94 | 150 | 62 |
| Энди Бенес          | 19 | 19 | 1  | 118,2 | 4  | 7  | 4,17 | 126 | 45 |
| Гленн Дишман        | 19 | 16 | 0  | 97,0  | 4  | 8  | 5,01 | 43  | 34 |
| Фернандо Валенсуэла | 29 | 15 | 0  | 90,1  | 8  | 3  | 4,98 | 57  | 34 |
| Скотт Сандерс       | 17 | 15 | 1  | 90,0  | 5  | 5  | 4,30 | 88  | 31 |

| Игрок          | G  | GS | IP    | W | L  | SV | ERA  | SO | BB |
| -------------- | -- | -- | ----- | - | -- | -- | ---- | -- | -- |
| Тревор Хоффман | 55 | 0  | 53,1  | 7 | 4  | 31 | 3,88 | 52 | 14 |
| Уилли Блэр     | 40 | 12 | 114,0 | 7 | 5  | 0  | 4,34 | 83 | 45 |
| Брайан Уильямс | 44 | 6  | 72,0  | 3 | 10 | 0  | 6,00 | 75 | 38 |
| Брайс Флори    | 47 | 0  | 68,2  | 2 | 2  | 1  | 3,01 | 68 | 38 |
| Андрес Берумен | 37 | 0  | 44,1  | 2 | 3  | 1  | 5,68 | 42 | 36 |

#### Бэттеры
| Поз. | Игрок           | G   | AB  | R   | H   | 2B | 3B | HR | RBI | SB | BA   | OBP  | SLG  |
| ---- | --------------- | --- | --- | --- | --- | -- | -- | -- | --- | -- | ---- | ---- | ---- |
| C    | Брэд Осмас      | 103 | 238 | 44  | 96  | 16 | 4  | 5  | 34  | 16 | 29,3 | 35,3 | 41,2 |
| 1B   | Эдди Уильямс    | 97  | 296 | 35  | 77  | 11 | 1  | 12 | 47  | 0  | 26,0 | 32,0 | 42,6 |
| 2B   | Джоди Рид       | 131 | 445 | 58  | 114 | 18 | 1  | 4  | 40  | 6  | 25,6 | 34,8 | 32,8 |
| SS   | Андухар Седеньо | 120 | 390 | 42  | 82  | 16 | 2  | 6  | 31  | 5  | 21,0 | 27,1 | 30,8 |
| 3B   | Кен Каминити    | 143 | 526 | 74  | 159 | 33 | 0  | 26 | 94  | 12 | 30,2 | 38,0 | 51,3 |
| LF   | Мелвин Ньевес   | 98  | 234 | 32  | 48  | 6  | 1  | 14 | 38  | 2  | 20,5 | 27,6 | 41,9 |
| CF   | Стив Финли      | 139 | 562 | 104 | 167 | 23 | 8  | 10 | 44  | 36 | 29,7 | 36,6 | 42,0 |
| RF   | Тони Гвинн      | 135 | 535 | 82  | 197 | 33 | 1  | 9  | 90  | 17 | 36,8 | 40,4 | 48,4 |

## Аффилированные клубы
В 1995 году фарм-система «Падрес» занимала тринадцатое место в рейтинге журнала Baseball America, оценивающем уровень таланта молодых игроков. Перед стартом регулярного чемпионата в число ста лучших молодых игроков по его оценкам входило четыре игрока организации: питчер Дастин Хермансон (№18), кэтчер Рауль Касанова (№60), питчер Марк Крун (№69) и игрок первой базы Деррек Ли (№81). После завершения сезона места в этот рейтинг также вошло четыре игрока: задрафтованный кэтчер Бен Дэвис (№10), Ли (№41), Хермансон (№53) и шортстоп Гейб Альварес (№92).

### Результаты
| Уровень | Команда                | Город                       | Лига                          | Результат      | Главный тренер |
| ------- | ---------------------- | --------------------------- | ----------------------------- | -------------- | -------------- |
| AAA     | Лас-Вегас Старз        | Лас-Вегас, Невада           | Лига Тихоокеанского побережья | 61—83 (42,4 %) | Тим Фланнери   |
| AA      | Мемфис Чикс            | Мемфис, Теннесси            | Южная лига                    | 68—74 (47,9 %) | Джерри Ройстер |
| A+      | Ранчо-Кукамонга Куэйкс | Ранчо-Кукамонга, Калифорния | Калифорнийская лига           | 68—71 (48,9 %) | Марти Барретт  |
| A       | Клинтон Ламберкингз    | Клинтон, Айова              | Лига Среднего Запада          | 51—86 (37,2 %) | Эд Ромеро      |
| Rk      | Айдахо-Фолс Брэйвз     | Айдахо-Фолс, Айдахо         | Лига пионеров                 | 42—29 (59,2 %) | Майк Бассо     |
| Rk      | АЗЛ Падрес             | Пеория, Аризона             | Аризонская лига               | 24—31 (43,6 %) | Дэн Норман     |

### Отчёты о матчах
1. ↑  Astros 10, Padres 2, Wednesday, April 26, 1995 (англ.). baseball-reference.com. Sports Reference LLC. Дата обращения: 14 апреля 2021. Архивировано 27 декабря 2020 года.
2. ↑  Padres 13, Astros 1, Thursday, April 27, 1995 (англ.). baseball-reference.com. Sports Reference LLC. Дата обращения: 14 апреля 2021. Архивировано 25 января 2021 года.
3. ↑  Padres 8, Reds 7, Friday, April 28, 1995 (англ.). baseball-reference.com. Sports Reference LLC. Дата обращения: 14 апреля 2021. Архивировано 24 декабря 2020 года.
4. ↑  Padres 9, Reds 5, Saturday, April 29, 1995 (англ.). baseball-reference.com. Sports Reference LLC. Дата обращения: 14 апреля 2021. Архивировано 12 марта 2016 года.
5. ↑  Padres 7, Reds 6, Sunday, April 30, 1995 (англ.). baseball-reference.com. Sports Reference LLC. Дата обращения: 14 апреля 2021. Архивировано 25 января 2021 года.
6. ↑  Rockies 8, Padres 3, Monday, May 1, 1995 (англ.). baseball-reference.com. Sports Reference LLC. Дата обращения: 14 апреля 2021. Архивировано 23 декабря 2020 года.
7. ↑  Rockies 6, Padres 5, Tuesday, May 2, 1995 (англ.). baseball-reference.com. Sports Reference LLC. Дата обращения: 14 апреля 2021. Архивировано 1 января 2021 года.
8. ↑  Rockies 12, Padres 7, Wednesday, May 3, 1995 (англ.). baseball-reference.com. Sports Reference LLC. Дата обращения: 14 апреля 2021. Архивировано 10 марта 2016 года.
9. ↑  Giants 5, Padres 4, Thursday, May 4, 1995 (англ.). baseball-reference.com. Sports Reference LLC. Дата обращения: 14 апреля 2021. Архивировано 3 августа 2020 года.
10. ↑  Giants 9, Padres 2, Friday, May 5, 1995 (англ.). baseball-reference.com. Sports Reference LLC. Дата обращения: 14 апреля 2021. Архивировано 26 декабря 2020 года.
11. ↑  Giants 13, Padres 6, Saturday, May 6, 1995 (англ.). baseball-reference.com. Sports Reference LLC. Дата обращения: 14 апреля 2021. Архивировано 25 января 2021 года.
12. ↑  Giants 11, Padres 4, Sunday, May 7, 1995 (англ.). baseball-reference.com. Sports Reference LLC. Дата обращения: 14 апреля 2021. Архивировано 28 декабря 2020 года.
13. ↑  Padres 5, Dodgers 2, Monday, May 8, 1995 (англ.). baseball-reference.com. Sports Reference LLC. Дата обращения: 14 апреля 2021. Архивировано 11 июля 2017 года.
14. ↑  Padres 9, Dodgers 2, Tuesday, May 9, 1995 (англ.). baseball-reference.com. Sports Reference LLC. Дата обращения: 14 апреля 2021. Архивировано 24 сентября 2015 года.
15. ↑  Dodgers 3, Padres 1, Wednesday, May 10, 1995 (англ.). baseball-reference.com. Sports Reference LLC. Дата обращения: 14 апреля 2021. Архивировано 24 сентября 2015 года.
16. ↑  Cubs 8, Padres 4, Friday, May 12, 1995 (англ.). baseball-reference.com. Sports Reference LLC. Дата обращения: 14 апреля 2021. Архивировано 7 января 2021 года.
17. ↑  Cubs 5, Padres 0, Saturday, May 13, 1995 (англ.). baseball-reference.com. Sports Reference LLC. Дата обращения: 14 апреля 2021. Архивировано 5 апреля 2016 года.
18. ↑  Padres 9, Cubs 7, Sunday, May 14, 1995 (англ.). baseball-reference.com. Sports Reference LLC. Дата обращения: 14 апреля 2021. Архивировано 18 января 2021 года.
19. ↑  Padres 7, Cardinals 5, Monday, May 15, 1995 (англ.). baseball-reference.com. Sports Reference LLC. Дата обращения: 14 апреля 2021. Архивировано 9 апреля 2016 года.
20. ↑  Padres 1, Cardinals 0, Tuesday, May 16, 1995 (англ.). baseball-reference.com. Sports Reference LLC. Дата обращения: 14 апреля 2021. Архивировано 18 апреля 2016 года.
21. ↑  Padres 2, Cardinals 1, Wednesday, May 17, 1995 (англ.). baseball-reference.com. Sports Reference LLC. Дата обращения: 14 апреля 2021. Архивировано 28 декабря 2020 года.
22. ↑  Pirates 8, Padres 6, Friday, May 19, 1995 (англ.). baseball-reference.com. Sports Reference LLC. Дата обращения: 14 апреля 2021. Архивировано 10 марта 2016 года.
23. ↑  Padres 9, Pirates 6, Saturday, May 20, 1995 (англ.). baseball-reference.com. Sports Reference LLC. Дата обращения: 14 апреля 2021. Архивировано 29 мая 2016 года.
24. ↑  Pirates 6, Padres 1, Sunday, May 21, 1995 (англ.). baseball-reference.com. Sports Reference LLC. Дата обращения: 14 апреля 2021. Архивировано 6 января 2021 года.
25. ↑  Expos 6, Padres 4, Tuesday, May 23, 1995 (англ.). baseball-reference.com. Sports Reference LLC. Дата обращения: 14 апреля 2021. Архивировано 6 января 2021 года.
26. ↑  Expos 3, Padres 2, Wednesday, May 24, 1995 (англ.). baseball-reference.com. Sports Reference LLC. Дата обращения: 14 апреля 2021. Архивировано 6 января 2021 года.
27. ↑  Padres 4, Expos 3, Thursday, May 25, 1995 (англ.). baseball-reference.com. Sports Reference LLC. Дата обращения: 14 апреля 2021. Архивировано 20 января 2018 года.
28. ↑  Phillies 2, Padres 0, Friday, May 26, 1995 (англ.). baseball-reference.com. Sports Reference LLC. Дата обращения: 14 апреля 2021. Архивировано 25 января 2021 года.
29. ↑  Phillies 5, Padres 4, Saturday, May 27, 1995 (англ.). baseball-reference.com. Sports Reference LLC. Дата обращения: 14 апреля 2021. Архивировано 9 апреля 2016 года.
30. ↑  Padres 13, Phillies 5, Sunday, May 28, 1995 (англ.). baseball-reference.com. Sports Reference LLC. Дата обращения: 14 апреля 2021. Архивировано 22 июля 2017 года.
31. ↑  Padres 3, Mets 2, Monday, May 29, 1995 (англ.). baseball-reference.com. Sports Reference LLC. Дата обращения: 14 апреля 2021. Архивировано 12 января 2021 года.
32. ↑  Mets 8, Padres 0, Tuesday, May 30, 1995 (англ.). baseball-reference.com. Sports Reference LLC. Дата обращения: 14 апреля 2021. Архивировано 27 января 2021 года.
33. ↑  Mets 7, Padres 5, Wednesday, May 31, 1995 (англ.). baseball-reference.com. Sports Reference LLC. Дата обращения: 14 апреля 2021. Архивировано 25 января 2021 года.
34. ↑  Expos 7, Padres 1, Friday, June 2, 1995 (англ.). baseball-reference.com. Sports Reference LLC. Дата обращения: 14 апреля 2021. Архивировано 27 января 2021 года.
35. ↑  Expos 1, Padres 0, Saturday, June 3, 1995 (англ.). baseball-reference.com. Sports Reference LLC. Дата обращения: 14 апреля 2021. Архивировано 11 апреля 2021 года.
36. ↑  Padres 8, Expos 4, Sunday, June 4, 1995 (англ.). baseball-reference.com. Sports Reference LLC. Дата обращения: 14 апреля 2021. Архивировано 31 декабря 2020 года.
37. ↑  Padres 5, Phillies 4, Monday, June 5, 1995 (англ.). baseball-reference.com. Sports Reference LLC. Дата обращения: 14 апреля 2021. Архивировано 9 апреля 2016 года.
38. ↑  Padres 1, Phillies 0, Tuesday, June 6, 1995 (англ.). baseball-reference.com. Sports Reference LLC. Дата обращения: 14 апреля 2021. Архивировано 25 января 2021 года.
39. ↑  Phillies 7, Padres 1, Wednesday, June 7, 1995 (англ.). baseball-reference.com. Sports Reference LLC. Дата обращения: 14 апреля 2021. Архивировано 18 января 2021 года.
40. ↑  Padres 8, Mets 4, Friday, June 9, 1995 (англ.). baseball-reference.com. Sports Reference LLC. Дата обращения: 14 апреля 2021. Архивировано 11 мая 2016 года.
41. ↑  Padres 4, Mets 2, Saturday, June 10, 1995 (англ.). baseball-reference.com. Sports Reference LLC. Дата обращения: 14 апреля 2021. Архивировано 29 декабря 2020 года.
42. ↑  Padres 6, Mets 3, Sunday, June 11, 1995 (англ.). baseball-reference.com. Sports Reference LLC. Дата обращения: 14 апреля 2021. Архивировано 17 января 2021 года.
43. ↑  Cardinals 3, Padres 2, Tuesday, June 13, 1995 (англ.). baseball-reference.com. Sports Reference LLC. Дата обращения: 14 апреля 2021. Архивировано 25 января 2021 года.
44. ↑  Padres 3, Cardinals 0, Wednesday, June 14, 1995 (англ.). baseball-reference.com. Sports Reference LLC. Дата обращения: 14 апреля 2021. Архивировано 1 сентября 2020 года.
45. ↑  Cardinals 2, Padres 1, Thursday, June 15, 1995 (англ.). baseball-reference.com. Sports Reference LLC. Дата обращения: 14 апреля 2021. Архивировано 17 января 2021 года.
46. ↑  Padres 12, Pirates 4, Friday, June 16, 1995 (англ.). baseball-reference.com. Sports Reference LLC. Дата обращения: 14 апреля 2021. Архивировано 28 октября 2018 года.
47. ↑  Padres 11, Pirates 8, Saturday, June 17, 1995 (англ.). baseball-reference.com. Sports Reference LLC. Дата обращения: 14 апреля 2021. Архивировано 26 апреля 2016 года.
48. ↑  Padres 2, Pirates 0, Sunday, June 18, 1995 (англ.). baseball-reference.com. Sports Reference LLC. Дата обращения: 14 апреля 2021. Архивировано 28 мая 2016 года.
49. ↑  Padres 5, Cubs 3, Monday, June 19, 1995 (англ.). baseball-reference.com. Sports Reference LLC. Дата обращения: 14 апреля 2021. Архивировано 10 марта 2016 года.
50. ↑  Cubs 7, Padres 2, Tuesday, June 20, 1995 (англ.). baseball-reference.com. Sports Reference LLC. Дата обращения: 14 апреля 2021. Архивировано 5 апреля 2016 года.
51. ↑  Padres 1, Cubs 0, Wednesday, June 21, 1995 (англ.). baseball-reference.com. Sports Reference LLC. Дата обращения: 14 апреля 2021. Архивировано 5 апреля 2016 года.
52. ↑  Rockies 3, Padres 2, Tuesday, Thursday, June 22, 1995 (англ.). baseball-reference.com. Sports Reference LLC. Дата обращения: 14 апреля 2021. Архивировано 16 июля 2016 года.
53. ↑  Padres 3, Rockies 2, Friday, June 23, 1995 (англ.). baseball-reference.com. Sports Reference LLC. Дата обращения: 14 апреля 2021. Архивировано 14 марта 2016 года.
54. ↑  Padres 2, Rockies 0, Saturday, June 24, 1995 (англ.). baseball-reference.com. Sports Reference LLC. Дата обращения: 14 апреля 2021. Архивировано 28 декабря 2020 года.
55. ↑  Rockies 11, Padres 3, Sunday, June 25, 1995 (англ.). baseball-reference.com. Sports Reference LLC. Дата обращения: 14 апреля 2021. Архивировано 25 декабря 2020 года.
56. ↑  Dodgers 8, Padres 5, Monday, June 26, 1995 (англ.). baseball-reference.com. Sports Reference LLC. Дата обращения: 14 апреля 2021. Архивировано 25 января 2021 года.
57. ↑  Padres 14, Dodgers 3, Tuesday, June 27, 1995 (англ.). baseball-reference.com. Sports Reference LLC. Дата обращения: 14 апреля 2021. Архивировано 9 марта 2016 года.
58. ↑  Padres 8, Dodgers 2, Wednesday, June 28, 1995 (англ.). baseball-reference.com. Sports Reference LLC. Дата обращения: 14 апреля 2021. Архивировано 7 января 2021 года.
59. ↑  Giants 7, Padres 6, Friday, June 30, 1995 (англ.). baseball-reference.com. Sports Reference LLC. Дата обращения: 14 апреля 2021. Архивировано 18 мая 2016 года.
60. ↑  Giants 4, Padres 1, Saturday, July 1, 1995 (англ.). baseball-reference.com. Sports Reference LLC. Дата обращения: 14 апреля 2021. Архивировано 18 января 2021 года.
61. ↑  Padres 15, Giants 3, Sunday, July 2, 1995 (англ.). baseball-reference.com. Sports Reference LLC. Дата обращения: 14 апреля 2021. Архивировано 27 января 2021 года.
62. ↑  Marlins 5, Padres 2, Monday, July 3, 1995 (англ.). baseball-reference.com. Sports Reference LLC. Дата обращения: 14 апреля 2021. Архивировано 26 декабря 2020 года.
63. ↑  Marlins 6, Padres 4, Tuesday, July 4, 1995 (англ.). baseball-reference.com. Sports Reference LLC. Дата обращения: 14 апреля 2021. Архивировано 16 июля 2016 года.
64. ↑  Padres 7, Marlins 4, Wednesday, July 5, 1995 (англ.). baseball-reference.com. Sports Reference LLC. Дата обращения: 14 апреля 2021. Архивировано 10 марта 2016 года.
65. ↑  Astros 5, Padres 4, Thursday, July 6, 1995 (англ.). baseball-reference.com. Sports Reference LLC. Дата обращения: 14 апреля 2021. Архивировано 29 июля 2016 года.
66. ↑  Astros 5, Padres 4, Friday, July 7, 1995 (англ.). baseball-reference.com. Sports Reference LLC. Дата обращения: 14 апреля 2021. Архивировано 13 января 2021 года.
67. ↑  Astros 3, Padres 2, Saturday, July 8, 1995 (англ.). baseball-reference.com. Sports Reference LLC. Дата обращения: 14 апреля 2021. Архивировано 19 января 2021 года.
68. ↑  Astros 4, Padres 1, Saturday, July 8, 1995 (англ.). baseball-reference.com. Sports Reference LLC. Дата обращения: 14 апреля 2021. Архивировано 13 января 2021 года.
69. ↑  Padres 9, Astros 2, Sunday, July 9, 1995 (англ.). baseball-reference.com. Sports Reference LLC. Дата обращения: 14 апреля 2021. Архивировано 25 декабря 2020 года.
70. ↑  Braves 4, Padres 1, Thursday, July 13, 1995 (англ.). baseball-reference.com. Sports Reference LLC. Дата обращения: 14 апреля 2021. Архивировано 31 августа 2020 года.
71. ↑  Braves 6, Padres 2, Friday, July 14, 1995 (англ.). baseball-reference.com. Sports Reference LLC. Дата обращения: 14 апреля 2021. Архивировано 14 января 2021 года.
72. ↑  Braves 7, Padres 6, Saturday, July 15, 1995 (англ.). baseball-reference.com. Sports Reference LLC. Дата обращения: 14 апреля 2021. Архивировано 2 октября 2020 года.
73. ↑  Padres 3, Braves 1, Sunday, July 16, 1995 (англ.). baseball-reference.com. Sports Reference LLC. Дата обращения: 14 апреля 2021. Архивировано 25 декабря 2020 года.
74. ↑  Padres 8, Reds 6, Monday, July 17, 1995 (англ.). baseball-reference.com. Sports Reference LLC. Дата обращения: 14 апреля 2021. Архивировано 2 октября 2020 года.
75. ↑  Reds 5, Padres 1, Tuesday, July 18, 1995 (англ.). baseball-reference.com. Sports Reference LLC. Дата обращения: 14 апреля 2021. Архивировано 15 января 2021 года.
76. ↑  Reds 7, Padres 4, Wednesday, July 19, 1995 (англ.). baseball-reference.com. Sports Reference LLC. Дата обращения: 14 апреля 2021. Архивировано 28 июля 2020 года.
77. ↑  Padres 9, Braves 6, Friday, July 21, 1995 (англ.). baseball-reference.com. Sports Reference LLC. Дата обращения: 14 апреля 2021. Архивировано 30 сентября 2020 года.
78. ↑  Braves 3, Padres 2, Saturday, July 22, 1995 (англ.). baseball-reference.com. Sports Reference LLC. Дата обращения: 14 апреля 2021. Архивировано 30 сентября 2020 года.
79. ↑  Braves 2, Padres 1, Sunday, July 23, 1995 (англ.). baseball-reference.com. Sports Reference LLC. Дата обращения: 14 апреля 2021. Архивировано 30 сентября 2020 года.
80. ↑  Padres 10, Reds 8, Monday, July 24, 1995 (англ.). baseball-reference.com. Sports Reference LLC. Дата обращения: 14 апреля 2021. Архивировано 25 июля 2020 года.
81. ↑  Padres 4, Reds 2, Tuesday, July 25, 1995 (англ.). baseball-reference.com. Sports Reference LLC. Дата обращения: 14 апреля 2021. Архивировано 30 декабря 2020 года.
82. ↑  Padres 8, Marlins 2, Thursday, July 27, 1995 (англ.). baseball-reference.com. Sports Reference LLC. Дата обращения: 14 апреля 2021. Архивировано 12 января 2021 года.
83. ↑  Marlins 8, Padres 5, Thursday, July 27, 1995 (англ.). baseball-reference.com. Sports Reference LLC. Дата обращения: 14 апреля 2021. Архивировано 2 января 2021 года.
84. ↑  Padres 3, Astros 2, Friday, July 28, 1995 (англ.). baseball-reference.com. Sports Reference LLC. Дата обращения: 14 апреля 2021. Архивировано 24 декабря 2020 года.
85. ↑  Astros 6, Padres 1, Saturday, July 29, 1995 (англ.). baseball-reference.com. Sports Reference LLC. Дата обращения: 14 апреля 2021. Архивировано 2 января 2021 года.
86. ↑  Astros 7, Padres 1, Sunday, July 30, 1995 (англ.). baseball-reference.com. Sports Reference LLC. Дата обращения: 14 апреля 2021. Архивировано 27 января 2021 года.
87. ↑  Padres 5, Astros 1, Monday, July 31, 1995 (англ.). baseball-reference.com. Sports Reference LLC. Дата обращения: 14 апреля 2021. Архивировано 17 января 2021 года.
88. ↑  Giants 4, Padres 3, Tuesday, August 1, 1995 (англ.). baseball-reference.com. Sports Reference LLC. Дата обращения: 15 апреля 2021. Архивировано 25 декабря 2020 года.
89. ↑  Padres 11, Giants 3, Wednesday, August 2, 1995 (англ.). baseball-reference.com. Sports Reference LLC. Дата обращения: 15 апреля 2021. Архивировано 25 января 2021 года.
90. ↑  Padres 3, Giants 3, Thursday, August 3, 1995 (англ.). baseball-reference.com. Sports Reference LLC. Дата обращения: 15 апреля 2021. Архивировано 23 декабря 2020 года.
91. ↑  Rockies 14, Padres 12, Friday, August 4, 1995 (англ.). baseball-reference.com. Sports Reference LLC. Дата обращения: 15 апреля 2021. Архивировано 3 января 2021 года.
92. ↑  Rockies 7, Padres 3, Saturday, August 5, 1995 (англ.). baseball-reference.com. Sports Reference LLC. Дата обращения: 15 апреля 2021. Архивировано 17 января 2021 года.
93. ↑  Padres 16, Rockies 8, Sunday, August 6, 1995 (англ.). baseball-reference.com. Sports Reference LLC. Дата обращения: 15 апреля 2021. Архивировано 22 декабря 2020 года.
94. ↑  Padres 3, Cubs 1, Tuesday, August 8, 1995 (англ.). baseball-reference.com. Sports Reference LLC. Дата обращения: 15 апреля 2021. Архивировано 22 января 2018 года.
95. ↑  Padres 3, Cubs 2, Thursday, August 10, 1995 (англ.). baseball-reference.com. Sports Reference LLC. Дата обращения: 15 апреля 2021. Архивировано 28 декабря 2020 года.
96. ↑  Cubs 12, Padres 5, Thursday, August 10, 1995 (англ.). baseball-reference.com. Sports Reference LLC. Дата обращения: 15 апреля 2021. Архивировано 25 января 2021 года.
97. ↑  Padres 3, Cardinals 0, Friday, August 11, 1995 (англ.). baseball-reference.com. Sports Reference LLC. Дата обращения: 15 апреля 2021. Архивировано 12 ноября 2020 года.
98. ↑  Padres 5, Cardinals 2, Friday, August 11, 1995 (англ.). baseball-reference.com. Sports Reference LLC. Дата обращения: 15 апреля 2021. Архивировано 25 января 2021 года.
99. ↑  Padres 6, Cardinals 5, Saturday, August 12, 1995 (англ.). baseball-reference.com. Sports Reference LLC. Дата обращения: 15 апреля 2021. Архивировано 21 января 2021 года.
100. ↑  Padres 6, Pirates 5, Monday, August 14, 1995 (англ.). baseball-reference.com. Sports Reference LLC. Дата обращения: 15 апреля 2021. Архивировано 25 января 2021 года.
101. ↑  Pirates 6, Padres 0, Tuesday, August 15, 1995 (англ.). baseball-reference.com. Sports Reference LLC. Дата обращения: 15 апреля 2021. Архивировано 2 октября 2020 года.
102. ↑  Padres 2, Pirates 0, Wednesday, August 16, 1995 (англ.). baseball-reference.com. Sports Reference LLC. Дата обращения: 15 апреля 2021. Архивировано 24 декабря 2020 года.
103. ↑  Expos 7, Padres 3, Friday, August 18, 1995 (англ.). baseball-reference.com. Sports Reference LLC. Дата обращения: 15 апреля 2021. Архивировано 2 октября 2020 года.
104. ↑  Padres 9, Expos 5, Saturday, August 19, 1995 (англ.). baseball-reference.com. Sports Reference LLC. Дата обращения: 15 апреля 2021. Архивировано 19 сентября 2015 года.
105. ↑  Padres 3, Expos 0, Sunday, August 20, 1995 (англ.). baseball-reference.com. Sports Reference LLC. Дата обращения: 15 апреля 2021. Архивировано 26 декабря 2020 года.
106. ↑  Phillies 3, Padres 1, Monday, August 21, 1995 (англ.). baseball-reference.com. Sports Reference LLC. Дата обращения: 15 апреля 2021. Архивировано 18 января 2021 года.
107. ↑  Padres 5, Phillies 3, Tuesday, August 22, 1995 (англ.). baseball-reference.com. Sports Reference LLC. Дата обращения: 15 апреля 2021. Архивировано 25 января 2021 года.
108. ↑  Phillies 12, Padres 8, Wednesday, August 23, 1995 (англ.). baseball-reference.com. Sports Reference LLC. Дата обращения: 15 апреля 2021. Архивировано 9 апреля 2016 года.
109. ↑  Mets 5, Padres 4, Thursday, August 24, 1995 (англ.). baseball-reference.com. Sports Reference LLC. Дата обращения: 15 апреля 2021. Архивировано 25 января 2021 года.
110. ↑  Mets 10, Padres 5, Friday, August 25, 1995 (англ.). baseball-reference.com. Sports Reference LLC. Дата обращения: 15 апреля 2021. Архивировано 22 января 2018 года.
111. ↑  Mets 7, Padres 6, Saturday, August 26, 1995 (англ.). baseball-reference.com. Sports Reference LLC. Дата обращения: 15 апреля 2021. Архивировано 25 января 2021 года.
112. ↑  Padres 4, Mets 1, Sunday, August 27, 1995 (англ.). baseball-reference.com. Sports Reference LLC. Дата обращения: 15 апреля 2021. Архивировано 26 декабря 2020 года.
113. ↑  Expos 2, Padres 1, Tuesday, August 29, 1995 (англ.). baseball-reference.com. Sports Reference LLC. Дата обращения: 15 апреля 2021. Архивировано 7 апреля 2016 года.
114. ↑  Padres 3, Expos 2, Wednesday, August 30, 1995 (англ.). baseball-reference.com. Sports Reference LLC. Дата обращения: 15 апреля 2021. Архивировано 9 марта 2016 года.
115. ↑  Expos 5, Padres 4, Thursday, August 31, 1995 (англ.). baseball-reference.com. Sports Reference LLC. Дата обращения: 15 апреля 2021. Архивировано 4 октября 2015 года.
116. ↑  Padres 6, Phillies 3, Friday, September 1, 1995 (англ.). baseball-reference.com. Sports Reference LLC. Дата обращения: 15 апреля 2021. Архивировано 25 марта 2017 года.
117. ↑  Padres 6, Phillies 5, Saturday, September 2, 1995 (англ.). baseball-reference.com. Sports Reference LLC. Дата обращения: 15 апреля 2021. Архивировано 25 января 2021 года.
118. ↑  Phillies 3, Padres 2, Sunday, September 3, 1995 (англ.). baseball-reference.com. Sports Reference LLC. Дата обращения: 15 апреля 2021. Архивировано 25 января 2021 года.
119. ↑  Padres 2, Mets 1, Monday, September 4, 1995 (англ.). baseball-reference.com. Sports Reference LLC. Дата обращения: 15 апреля 2021. Архивировано 21 января 2016 года.
120. ↑  Mets 4, Padres 0, Tuesday, September 5, 1995 (англ.). baseball-reference.com. Sports Reference LLC. Дата обращения: 15 апреля 2021. Архивировано 28 декабря 2020 года.
121. ↑  Padres 6, Mets 5, Wednesday, September 6, 1995 (англ.). baseball-reference.com. Sports Reference LLC. Дата обращения: 15 апреля 2021. Архивировано 22 декабря 2020 года.
122. ↑  Cardinals 5, Padres 2, Thursday, September 7, 1995 (англ.). baseball-reference.com. Sports Reference LLC. Дата обращения: 15 апреля 2021. Архивировано 25 января 2021 года.
123. ↑  Cardinals 5, Padres 2, Friday, September 8, 1995 (англ.). baseball-reference.com. Sports Reference LLC. Дата обращения: 15 апреля 2021. Архивировано 1 сентября 2020 года.
124. ↑  Cardinals 7, Padres 5, Saturday, September 9, 1995 (англ.). baseball-reference.com. Sports Reference LLC. Дата обращения: 15 апреля 2021. Архивировано 30 декабря 2020 года.
125. ↑  Pirates 7, Padres 5, Monday, September 11, 1995 (англ.). baseball-reference.com. Sports Reference LLC. Дата обращения: 15 апреля 2021. Архивировано 2 января 2021 года.
126. ↑  Padres 5, Pirates 1, Tuesday, September 12, 1995 (англ.). baseball-reference.com. Sports Reference LLC. Дата обращения: 15 апреля 2021. Архивировано 25 января 2021 года.
127. ↑  Padres 8, Pirates 7, Wednesday, September 13, 1995 (англ.). baseball-reference.com. Sports Reference LLC. Дата обращения: 15 апреля 2021. Архивировано 13 января 2021 года.
128. ↑  Reds 8, Padres 1, Thursday, September 14, 1995 (англ.). baseball-reference.com. Sports Reference LLC. Дата обращения: 15 апреля 2021. Архивировано 25 января 2021 года.
129. ↑  Cubs 6, Padres 2, Friday, September 15, 1995 (англ.). baseball-reference.com. Sports Reference LLC. Дата обращения: 15 апреля 2021. Архивировано 25 января 2021 года.
130. ↑  Padres 12, Cubs 4, Saturday, September 16, 1995 (англ.). baseball-reference.com. Sports Reference LLC. Дата обращения: 15 апреля 2021. Архивировано 22 января 2018 года.
131. ↑  Padres 11, Cubs 3, Sunday, September 17, 1995 (англ.). baseball-reference.com. Sports Reference LLC. Дата обращения: 15 апреля 2021. Архивировано 28 декабря 2020 года.
132. ↑  Rockies 5, Padres 1, Monday, September 18, 1995 (англ.). baseball-reference.com. Sports Reference LLC. Дата обращения: 15 апреля 2021. Архивировано 1 января 2021 года.
133. ↑  Padres 15, Cubs 4, Tuesday, September 19, 1995 (англ.). baseball-reference.com. Sports Reference LLC. Дата обращения: 15 апреля 2021. Архивировано 14 марта 2016 года.
134. ↑  Rockies 10, Padres 2, Wednesday, September 20, 1995 (англ.). baseball-reference.com. Sports Reference LLC. Дата обращения: 15 апреля 2021. Архивировано 28 декабря 2020 года.
135. ↑  Padres 5, Dodgers 1, Thursday, September 21, 1995 (англ.). baseball-reference.com. Sports Reference LLC. Дата обращения: 15 апреля 2021. Архивировано 25 января 2021 года.
136. ↑  Dodgers 6, Padres 5, Friday, September 22, 1995 (англ.). baseball-reference.com. Sports Reference LLC. Дата обращения: 15 апреля 2021. Архивировано 25 декабря 2020 года.
137. ↑  Dodgers 4, Padres 2, Saturday, September 23, 1995 (англ.). baseball-reference.com. Sports Reference LLC. Дата обращения: 15 апреля 2021. Архивировано 18 января 2021 года.
138. ↑  Dodgers 6, Padres 2, Sunday, September 24, 1995 (англ.). baseball-reference.com. Sports Reference LLC. Дата обращения: 15 апреля 2021. Архивировано 18 января 2021 года.
139. ↑  Padres 7, Giants 4, Monday, September 25, 1995 (англ.). baseball-reference.com. Sports Reference LLC. Дата обращения: 15 апреля 2021. Архивировано 17 января 2021 года.
140. ↑  Padres 6, Giants 3, Tuesday, September 26, 1995 (англ.). baseball-reference.com. Sports Reference LLC. Дата обращения: 15 апреля 2021. Архивировано 12 марта 2016 года.
141. ↑  Padres 4, Giants 2, Wednesday, September 27, 1995 (англ.). baseball-reference.com. Sports Reference LLC. Дата обращения: 15 апреля 2021. Архивировано 25 января 2021 года.
142. ↑  Padres 6, Giants 5, Friday, September 29, 1995 (англ.). baseball-reference.com. Sports Reference LLC. Дата обращения: 15 апреля 2021. Архивировано 6 марта 2016 года.
143. ↑  Dodgers 7, Padres 2, Saturday, September 30, 1995 (англ.). baseball-reference.com. Sports Reference LLC. Дата обращения: 15 апреля 2021. Архивировано 24 декабря 2020 года.
144. ↑  Dodgers 4, Padres 1, Sunday, October 1, 1995 (англ.). baseball-reference.com. Sports Reference LLC. Дата обращения: 15 апреля 2021. Архивировано 25 января 2021 года.